# Comadreja (DC Comics)
Para el personaje de Marvel Comics del mismo nombre, consulte Comadreja (cómics).
Comadreja es el nombre de dos supervillanos de DC Comics.
Una encarnación sin nombre del personaje apareció en El Escuadrón Suicida (2021) de James Gunn, interpretado por Sean Gunn.

## Historial de publicaciones
Comadreja apareció por primera vez en The Fury of Firestorm # 35 (agosto de 1985), y fue creado para DC Comics por Gerry Conway y Rafael Kayanan.

## Biografías ficticias

### John Monroe
John Monroe era un estudiante solitario en la Universidad de Stanford a finales de la década de 1960. Sus contemporáneos rara vez lo notaron. Si lo hacían, se referían a él en términos despectivos, usando palabras como "Comadreja" para describirlo. Esto lo amargó y lo llevó a convertirse en un asesino décadas después.
El adulto John Monroe se convirtió en profesor en la Universidad Vandemeer en Pittsburgh, Pensilvania. Varios de sus compañeros de estudios de la Universidad de Stanford ocuparon puestos destacados. Para racionalizar el asesinato de tres de ellos, los consideró amenazas para conseguir la titularidad en Vandemeer. Tomando la identidad disfrazada de Comadreja, mostrando gran agilidad, experiencia en el combate cuerpo a cuerpo y un disfraz con garras afiladas, acechó los terrenos del campus y asesinó brutalmente a Arnold Lintel, Linda Walters y un guardia nocturno llamado Chuck Gherkin. Cuando Martin Stein (la mitad de Firestorm) se presenta a un puesto de trabajo como profesor de física, Monroe hizo dos intentos contra la vida de Martin Stein. En el segundo intento, habría matado a Martin si no hubiera provocado la transformación de Stein en Firestorm. Después de una pelea, Firestorm desenmascaró a Comadreja y lo envió a la cárcel.
Más tarde, Comadreja fue reclutado en el Escuadrón Suicida para su desafortunada misión de rescatar a Hawk. Durante la misión, trató de matar al Pensador cortándole la garganta con sus garras. Rick Flag Jr. tomó el casco del Pensador para recuperar el control de la misión. Cuando vio a la Comadreja, el casco del Pensador le dijo a Flag que lo matara. No se lamentó la muerte de Comadreja.
Durante la historia de Blackest Night, se vio que el cadáver de Comadreja estaba entre los sepultados en el Salón de la Justicia. Cuando los Black Power Rings volaron, el cuerpo de Comadreja estaba entre los cadáveres que fueron reanimados por los Black Power Rings e incorporados al Black Lantern Corps.
En septiembre de 2011, The New 52 reinició la continuidad de DC. En esta nueva línea de tiempo, una comadreja de Jack Monroe ligeramente revisada se restablece en la historia de Maldad Eterna, representada en un estado más animal. Estaba al acecho en Central Park cuando Steve Trevor y Killer Frost buscaban a Cheetah (que estaba en posesión del lazo de Wonder Woman). Comadreja tendió una emboscada a Steve Trevor y Killer Frost donde fue congelado por un reacio Killer Frost. Killer Frost le dijo a Steve Trevor que Weasel se considera una broma en comparación con los villanos Black Bison y Multiplex. Antes de que Steve Trevor y Killer Frost sigan adelante, Killer Frost se disculpa con Comadreja.

### Comadreja del futuro
En Batman # 666 (julio de 2007), un número especial ambientado a 15 años en el futuro, se muestra a una Comadreja diferente como enemiga de Damian Wayne, que se ha convertido en Batman tras la muerte de Dick Grayson. Esta futura comadreja tiene dientes caninos.

## En otros medios
Una encarnación identificado de la Comadreja aparece en la película acción en vivo del Universo extendido de DC El Escuadrón Suicida (2021), interpretado por Sean Gunn. Es reclutado en el equipo titular para destruir una prisión de Corto Maltés llamada Jötunheim, pero aparentemente se ahoga mientras lo arrojan desde el aire a la costa de la isla. Sin embargo, en una escena posterior a los créditos, se revela que sobrevivió y huyó a la jungla local.